# 小行星2659
小行星2659（2659 Millis）是一颗围绕太阳公转的小行星。1981年5月5日，愛德華·鮑威爾在可可尼诺县发现了此天体。
該小行星以美國天文學家羅伯特·L·米利斯（Robert L. Millis）命名。
这颗小行星的绝对星等为328.9760428615731等。